# Коегоща
Коегоща — деревня в Боровичском муниципальном районе Новгородской области, административный центр Сушанского сельского поселения.
Деревня расположена на правом берегу реки Мста в 3…5 км, к северу от города Боровичи.

## История
В писцовых книгах Бежецкой пятины Новгородской земли XVI века деревня упоминается, как — Коегощ Петровского Борисоглебского погоста в Боровичах. Название происходит возможно от имени Коегость.

## Экономика
- В 1954 году здесь был образован колхоз им. Жданова, в марте 1989 года колхоз по желанию колхозников был переименован в колхоз «Рассвет», с ноября 1999 года — сельскохозяйственный производственный кооператив. Численность работающих 128 человек, специализация — молочное животноводство, продукция: мясо крупного рогатого скота; картофель; молоко; крупный рогатый скот[3].

- Предприятие по производству древесных гранул ООО «Максигран»[4].

## Транспорт
Коегоща находится на автомобильной дороге Боровичи — Любытино — Спасская Полисть. У западной части деревни — мост через Мсту, по нему проходит объездная дорога, минуя Боровичи, на автотрассу Окуловка — Боровичи. Ближайшая железнодорожная станция в находится в Боровичах.